# Evergestis caesialis
Evergestis caesialis is een vlinder uit de familie grasmotten (Crambidae). De wetenschappelijke naam is voor het eerst gepubliceerd in 1849 door Gottlieb August Wilhelm Herrich-Schäffer.
De soort komt voor in Zuid-Europa (vanaf Corsica oostwaarts), Turkije, Iran, Syrië, Afghanistan en Marokko.

## Ondersoorten
- Evergestis caesialis caesialis
- Evergestis caesialis mellealis Zerny, 1936 (Marokko)